# Macht kaputt, was euch kaputt macht
Macht kaputt, was euch kaputt macht ist ein 1969 von Rio Reiser (Musik) und Norbert Krause (Text) geschriebenes Lied, das 1970 von der deutschen Politrock-Band Ton Steine Scherben als Single und 1971 auf deren Debütalbum Warum geht es mir so dreckig veröffentlicht wurde.
Der Slogan „Macht kaputt, was euch kaputt macht“ wurde im Umfeld der deutschsprachigen Autonomen, beispielsweise in der Hausbesetzerbewegung und in neoanarchistischen Kreisen, im Anschluss an die Studentenbewegung der 1960er Jahre bekannt.

## Hintergründe
Das Lied wurde 1969 ursprünglich für das Theaterstück Rita und Paul der Theatergruppe Hoffmanns Comic Teater geschrieben. Es schloss sich an eine Szene an, in der der Titelheld, der Jungarbeiter Paul, im Fernsehen einen Kommentar des konservativen Journalisten Matthias Walden (1927–1984) sieht und vor Wut den Fernseher auf den Boden wirft.
Den Text schrieb Norbert Krause, ein Mitglied von Hoffmanns Comic Teater, inspiriert von einem Text Rio Reisers, in dem es heißt: „Bombs are falling / Tanks are rolling / Soldiers dying / Men are crying / It is a good time …“. Dieser war seinerseits von Bob Dylans Subterranean Homesick Blues inspiriert. 1970 spalteten sich die späteren Scherben-Mitglieder mit dem Lehrlingskollektiv Rote Steine von Hoffmanns Comic Teater ab; das erste Stück der Roten Steine trug ebenfalls den Titel Macht kaputt, was euch kaputt macht.
Mitte 1970 strahlte die ARD einen Dokumentarfilm mit dem Titel Fünf Finger sind eine Faust über die Ziele der APO aus, der mit Liedern der damals noch namenlosen Musikgruppe der Roten Steine unterlegt war, darunter auch Macht kaputt, was euch kaputt macht und der ebenfalls schon bei Rita und Paul verwendete Titel Wir streiken. Daraufhin riefen Zuschauer bei dem Sender an, um sich zu erkundigen, wo man diese Musik kaufen könne. Danach spielten R.P.S. Lanrue, Rio Reiser, Wolfgang Seidel und Kai Sichtermann, die sich nun „Ton Steine Scherben“ nannten, eine Single mit diesen beiden Liedern ein, die sich bis Weihnachten 1970 über 6000-mal verkaufte.

## Liedtext
Der absichtlich sehr einfach gehaltene parataktische Liedtext ist kapitalismus- und gesellschaftskritisch. Im zweiten Teil des Liedes wird das Einheitsfrontlied von Bertolt Brecht in Rockmusikfassung gespielt. Dabei wird der Text geringfügig verändert, so wird aus dem Original von Brecht „drum braucht er was zum Essen“ „drum braucht er was zu fressen“. Damit wird bewusst die Nähe zur APO und zu marxistischem Denken unterstrichen.

## Besetzung
- Ralph Möbius (Gesang, Gitarre, Keyboard)
- Ralph Steitz (Gitarre, Schlagzeug)
- Kai Sichtermann (Bass)
- Wolf Sequenza (Schlagzeug)
- Gert Möbius (Originalcover)

## Bühnenbrand 1970
Beim Auftritt der Band am 6. September 1970 beim Love-and-Peace-Festival auf Fehmarn spielten sie Macht kaputt, was euch kaputt macht als drittes und letztes Lied, und die Bühne (auf der kurz zuvor Jimi Hendrix sein letztes Konzert gegeben hatte) stand plötzlich in Flammen, so dass das Rockfestival abgebrochen werden musste. Auch wenn vermutlich nicht die Band für den Brand verantwortlich war, sondern Tourhelfer anderer Bands, die zornig waren, weil sich die Veranstalter mit der Tageskasse aus dem Staub gemacht hatten, so erzählte man sich dennoch, die Scherben hätten die Bühne abgebrannt, was in der Szene Anerkennung fand. Schlagartig war ihr Name dort berühmt.
1971 erschien das Lied auf dem Album Warum geht es mir so dreckig?. Auch später noch war dieses Lied einer der bekanntesten Songs von Ton Steine Scherben, mit dem sie auch stark identifiziert wurden. Der Titel wurde bald zu einem Motto der Sponti-Bewegung und der 68er-Bewegung. Er war und ist bis heute in zahllosen Graffiti und auf Flugblättern zu lesen.

## Rezeption
Der Song Repariert, was Euch kaputt macht! (2007) des gleichnamigen Albums des Songwriters Tommy Finke nimmt Bezug auf den Originaltitel und Rio Reiser, auf dessen Stück Stiller Raum im Text ebenfalls angespielt wird. („In der Asche ist noch Glut!“) Das Lied Destroy What Destroys You von der deutschen Thrash-Metal-Band Kreator aus dem Jahre 2008 bezieht sich ebenfalls auf Macht kaputt, was euch kaputt macht. Das Lied wurde im Jahre 2008 auf dem Album Hordes of Chaos veröffentlicht.
In zahlreichen später erschienenen Liedern wird die Phrase „Macht kaputt, was euch kaputt macht!“ verwendet, etwa von Max Herre und Samy Deluxe in ihrem Rapstück Einstürzen Neubauen, im Lied Nach der Demo geht’s bergab von Casper und im Lied Schlag die Faust von Casper und Prinz Pi. Jan Böhmermann sang in seiner Sendung ZDF Magazin Royale im November 2022 eine Parodie, in der der Text auf das Programm der FDP umgemünzt ist.